# Fiottes
Pour les articles homonymes, voir The F Word.
Fiottes (The F Word en VO) est le 12e épisode de la saison 13 de la série télévisée South Park.
Les motards de South Park deviennent une nuisance sonore insupportable. La population de South Park se met à traiter les motards de fiottes, ces derniers ne l'entendent pas de cette oreille.

## Résumé
La ville de South Park est envahie par les motards. Agacés par leur bruit croissant, les enfants les appellent « fiottes » et décident de déféquer sur les sièges de leurs motos et de tagguer sur les murs « Dehors les fiottes ». Cependant la population homosexuelle, menée par M. Esclave et Al Super Gay, se sent très offensée par ces graffitis qu'elle juge indiscutablement homophobes. Alertée par ces manifestations, Mme le Maire se rend à l'école pour dénicher les coupables, mais les garçons, persuadés d'être dans leur bon droit, se dénoncent. Lors d'un procès, les juges en arrivent à la même conclusion que les enfants qui sont relaxés. À South Park, il est désormais commun d'appeler les motards des « fiottes » — ce qui les met très en colère.
Cependant, dans le reste de l'Amérique, on ne l'entend pas de cette oreille. Il est décidé d'un changement officiel de définition dans le dictionnaire, mais les motards en ont assez de se faire insulter, d'autant qu'ils commencent eux-mêmes à utiliser le mot entre eux. Une véritable guerre civile se déroule à la cérémonie que préside Emmanuel Lewis (en), entre les motards et les homosexuels, qui s'achève par une embuscade des homosexuels. La définition est changée devant la brutalité inconsidérée dont ont fait preuve les motards. Désormais, le mot « fiotte » signifie « 1 - Personne bruyante et chiante qui conduit une Harley ; 2 - Personne qui possède ou conduit fréquemment une Harley. »